# Porto Vera Cruz
Porto Vera Cruz este un oraș în Rio Grande do Sul (RS), Brazilia.